# Gmina Kolding (1970–2006)
Gmina Kolding (duń. Kolding Kommune) była w latach 1970–2006 (włącznie) jedną z gmin w Danii w okręgu Vejle Amt. 
Siedzibą władz gminy było miasto Kolding. 
Gmina Kolding została utworzona 1 kwietnia 1970 na mocy reformy podziału administracyjnego Danii.  Po kolejnej reformie w 2007 r. weszła w skład nowej gminy Kolding.

## Dane liczbowe
- Liczba ludności: (♀ 31 433 + ♂ 32 150) = 63 583
  - wiek 0-6: 8,8%
  - wiek 7-16: 12,5%
  - wiek 17-66: 66,5%
  - wiek 67+: 12,3%
- zagęszczenie ludności: 267,2 osób/km²
- bezrobocie: 4,2% osób w wieku 17-66 lat
- cudzoziemcy z UE, Skandynawii i USA: 146 na 10 000 osób
- cudzoziemcy z krajów Trzeciego Świata: 367 na 10 000 osób
- liczba szkół podstawowych: 16 (liczba klas: 309)